# Coupe de France féminine 2012/13
Der Wettbewerb um die Coupe de France féminine in der Saison 2012/13 war die zwölfte Ausspielung des französischen Fußballpokals für Frauenmannschaften. Die Teilnahme war nur für die Frauschaften der ersten und zweiten Liga verpflichtend.
Titelverteidiger war Olympique Lyon. Lyon setzte sich auch in diesem Wettbewerb durch und gewann bei seiner sechsten Finalteilnahme den Pokal zum dritten Mal nach 2008 und 2012. Wie bei den beiden vorangegangenen Erfolgen waren Olympiques Frauen auch in dieser Saison zugleich französische Meisterinnen geworden und gewannen somit ebenfalls zum dritten Mal den Doublé. Lyons absolute Dominanz zeigte sich unter anderem auch daran, dass es die ersten vier Runden vor dem Halbfinale mit einem Torverhältnis von 46:0 bestritt. Die unterlegenen Finalistinnen der AS Saint-Étienne standen nach 2011, als sie als Siegerinnen vom Platz gegangen waren, zum zweiten Mal in einem Pokalendspiel.
Der Wettbewerb wurde nach dem klassischen Pokalmodus ausgetragen; das heißt insbesondere, dass die jeweiligen Spielpaarungen ohne Setzlisten oder eine leistungsmäßige beziehungsweise ab dem Achtelfinale ohne regionale Vorsortierung der Vereine aus sämtlichen noch im Wettbewerb befindlichen Klubs ausgelost wurden und lediglich ein Spiel ausgetragen wurde, an dessen Ende ein Sieger feststehen musste (und sei es durch ein Elfmeterschießen – eine Verlängerung bei unentschiedenem Stand nach 90 Minuten war nicht vorgesehen), der sich dann für die nächste Runde qualifizierte, während der Verlierer ausschied. Auch das Heimrecht wurde für jede Begegnung durch das Los ermittelt – mit Ausnahme des Finales, das auf neutralem Platz an jährlich wechselnden Orten stattfand –, jedoch mit der Einschränkung, dass Klubs, die gegen eine mindestens zwei Ligastufen höher spielende Elf anzutreten haben, automatisch Heimrecht bekamen.
Nach Abschluss der von den regionalen Untergliederungen des Landesverbands FFF organisierten Qualifikationsrunden griffen im Zweiunddreißigstelfinale, der sogenannten zweiten Bundesrunde (Deuxième tour fédéral), auch die zwölf Erstligisten in den Wettbewerb ein.

## Zweiunddreißigstelfinale
Spiele am 26., 27. und 30. Januar, ausgefallene Matches am 3. bzw. 10. Februar 2013. Die Vereine der beiden höchsten Ligen sind mit D1 bzw. D2 gekennzeichnet.
| - ESOF La Roche (D2) – AF Rodez (D1) 0:2 - USC Corné (D2) – EA Guingamp (D1) 0:5 - SAS Épinal (D2) – Olympique Lyon (D1) 0:13 - ESM Gonfreville – Juvisy FCF (D1) 0:10 - VGA Saint-Maur – FF Issy (D1) 4:2 - CS Aulnat – AS Saint-Étienne (D1) 1:5 - Claix FF (D2) – Le Puy FA (D2) 2:1 - FAF Marseille (D2) – FCF Monteux (D2) 0:4 - ASJ Soyaux (D2) – AS Muret (D2) 6:1 - Union Jurançon – ASPTT Albi (D2) 0:4 - USCCO Compiègne (D2) – US Boulogne 9:0 - FC Val d’Europe – SC Amiens (D2) 0:4 - FA Laval – AS Les Verchers 2:1 - FC Lorient – FC Évry 3:0 - FC Tours – AS Sainte-Christie-Preignan 3:0 - FC Woippy – ASCA Wittelsheim 3:2 | - FCF Hénin-Beaumont (D2) – Arras FCF (D1) 2:1 - ES Blanquefort (D2) – Toulouse FC (D1) 2:2 (1:3 i. E.) - US Blanzy (D2) – FC Vendenheim (D1) 2:2 (2:4 i. E.) - AS Montigny-le-Bretonneux (D2) – Paris Saint-Germain (D1) 0:9 - CS Nivolas Vermelle (D2) – HSC Montpellier (D1) 1:4 - ASPTT Montpellier – FF Yzeure Allier Auvergne (D1) 1:3 - ES Cormelles (D2) – FCF Val d’Orge (D2) 1:5 - Le Mans FC (D2) – Quimper Kerfeunteun FC (D2) 0:2 - CS Mars Bischheim (D2) – AS Algrange (D2) 2:0 - AS Valence – FF Nîmes Métropole Gard (D2) 0:0 (3:1 i. E.) - US Villeneuve-lès-Maguelone – US La Véore (D2) 5:1 - US Saint-Malo – Croix Blanche OSL Angers (D2) 3:0 - Limoges Landouge Foot – ESTC Poitiers (D2) 0:2 - Olympique Saint-Memmie – FCO Dijon (D2) 0:4 - US Rouvroy – FCF Condé-sur-Noireau (D2) 2:0 - AFC Dommartin – Racing Besançon 0:0 (2:4 i. E.) |

## Sechzehntelfinale
Spiele am 17. und 20. Februar 2013.
| - Toulouse FC (D1) – FCF Monteux (D2) 2:1 - US Saint-Malo – Juvisy FCF (D1) 0:7 - FC Tours – Paris Saint-Germain (D1) 0:6 - FC Woippy – Olympique Lyon (D1) 0:16 - AS Valence – AF Rodez (D1) 0:5 - VGA Saint-Maur – FCO Dijon (D2) 2:1 - FA Laval – USCCO Compiègne (D2) 0:2 - FC Lorient – ASJ Soyaux (D2) 1:2 | - HSC Montpellier (D1) – ASPTT Albi (D2) 9:0 - FC Vendenheim (D1) – CS Mars Bischheim (D2) 4:2 - FF Yzeure Allier Auvergne (D1) – ESTC Poitiers (D2) 4:0 - EA Guingamp (D1) – Quimper Kerfeunteun FC (D2) 2:1 - Racing Besançon – AS Saint-Étienne (D1) 0:10 - SC Amiens (D2) – FCF Val d’Orge (D2) 2:3 - US Villeneuve-lès-Maguelone – Claix FF (D2) 0:1 - US Rouvroy – FCF Hénin-Beaumont (D2) 0:0 (3:5 i. E.) |

## Achtelfinale
Spiele am 23. und 24. März 2013
| - AS Saint-Étienne (D1) – Toulouse FC (D1) 2:0 - AF Rodez (D1) – HSC Montpellier (D1) 0:4 - Olympique Lyon (D1) – ASJ Soyaux (D2) 11:0 - VGA Saint-Maur – Claix FF (D2) 0:4 | - FF Yzeure Allier Auvergne (D1) – FC Vendenheim (D1) 1:1 (3:2 i. E.) - Paris Saint-Germain (D1) – Juvisy FCF (D1) 2:0 - USCCO Compiègne (D2) – EA Guingamp (D1) 1:2 - FCF Val d’Orge (D2) – FCF Hénin-Beaumont (D2) 1:5 |

## Viertelfinale
Spiele am 27. und 28. April 2013
| - EA Guingamp (D1) – HSC Montpellier (D1) 1:3 - Claix FF (D2) – AS Saint-Étienne (D1) 0:3 | - FF Yzeure Allier Auvergne (D1) – Paris Saint-Germain (D1) 0:2 - FCF Hénin-Beaumont (D2) – Olympique Lyon (D1) 0:6 |

## Halbfinale
Spiele am 11. und 12. Mai, Wiederholungsmatch am 5. Juni 2013
| - HSC Montpellier (D1) – Olympique Lyon (D1) 1:1 (5:6 i. E.) (a) / 0:4 | - AS Saint-Étienne (D1) – Paris Saint-Germain (D1) 2:0 |

## Finale
Spiel am 8. Juni 2013 im Stade Gabriel Montpied von Clermont-Ferrand vor 5.191 Zuschauern
- Olympique Lyon – AS Saint-Étienne 3:1 (1:0)

### Aufstellungen
Lyon: Sarah Bouhaddi – Lara Dickenmann, Sabrina Viguier, Wendie Renard, Sonia Bompastor  (Corine Franco, 81.) – Élise Bussaglia, Camille Abily, Amel Majri (Megan Rapinoe, 46.), Louisa Nécib – Eugénie Le Sommer, Lotta Schelin (Élodie Thomis, 57.)
Trainer: Patrice Lair
Saint-Étienne: Méline Gérard – Charlotte Gauvin (Ophélie Brevet, 81.), Julie Debever (Morgane Courteille, 56.), Charlotte Lorgeré, Amandine Soulard – Aude Moreau , Maéva Clemaron, Amélie Barbetta, Rose Lavaud – Candice Gherbi (Léonie Fleury, 67.), Audrey Chaumette
Trainer: Hervé Didier
Schiedsrichterin: Dorothée Ily

### Tore
1:0 Schelin (44.)

2:0 Renard (58.)

2:1 Chaumette (63.)

3:1 Le Sommer (75.)